# Zulia Fútbol Club
Zulia Fútbol Club era um clube de futebol localizado no estado de Zulia na Venezuela, em sua última aparição, disputava a 1ª Divisão do Campeonato Venezuelano de Futebol.
Em 2019, se classificou pela primeira vez para a segunda fase da Copa Sul-Americana.
Em 12 de dezembro de 2022, foi anunciado que Zulia se fundiria com o Deportivo Rayo Zuliano, da Segunda Divisão, com o último ocupando o lugar do primeiro na Primera División. A fusão foi oficialmente confirmada em 28 de janeiro de 2023.

## Títulos
- Copa Venezuela : 2 (2016, 2018)
- Campeonato Venezuelano da Segunda Divisão: 1 (2007-08)
- Segunda División B Venezolana : 1 (2006-07)
- Tercera División Venezolana : 1 (2005-06)